# Luv’
Luv’ – żeński zespół dyskotekowy z Holandii działający w latach 1976–1981 oraz 1989–1993. Pierwszy skład to Marga Scheide, José Hoebee i Patty Brard. Patty Brard została zastąpiona w roku 1980 przez Ria Thielsch.
Największe przeboje grupy pochodzą z pierwszego okresu działalności: :U.O. Me" (1978), :You're The Greatest Lover" (1978), "Trojan Horse" (1978), "Casanova" (1979), "Eeny Meeny Miny Moe" (1979), "Ooh Yes I Do" (1979), "My Number One" (1980), "Tingalingaling" (1981).
Płyty długogrające With Luv (1978) i True Luv’  (1979) uzyskały w Holandii status złotych płyt, natomiast Lots of Luv’ (1979) rozeszła się w nakładzie dającym jej status platynowej.

## Skład
- Marga Scheide (1976–1981, 1989–1992, 1993–1994, 2005–)
- Patty Brard (1976–1980, 1993–1994, 2005–)
- José Hoebee (1976–1981, 1993–1994, 2005–)
- Ria Thielsch (1980–1981)
- Diana van Berlo (1989–1992)
- Michelle Gold (1989–1990)
- Carina Lemoine (1990–1992)

## Dyskografia
Albumy
- 1978 – With Luv’
- 1979 – Lots Of Luv’
- 1979 – True Luv’
- 1980 – Forever Yours
- 1993 – Luv’ Gold
- 2006 – Completely In Luv’

Single
- 1977 – "My Man" / "Don't Let Me Down"
- 1977 – "Dream Dream" / "Hang On"
- 1978 – "U.O.Me" / "Hang On"
- 1978 – "You're The Greatest Lover" / "Everybody’s Shakin' Hands On Broadway"
- 1978 – "Trojan Horse" / "Life Is On My Side"
- 1978 – "Eres Mi Mejor Amante" / "You're The Greatest Lover"
- 1979 – "Casanova" / "D.J."
- 1979 – "Eeny Meeny Miny Moe" / "I.M.U.R."
- 1979 – "Ooh Yes I Do" / "My Guy"
- 1979 – "Si, Que Si" / "Ooh Yes I Do"
- 1979 – "Who Do You Wanna Be" / "I.M.U.R."
- 1979 – "Ann-Maria" / "Flash"
- 1980 – "One More Little Kissy" / "I Win It"
- 1980 – "My Number One" / "The Show Must Go On"
- 1981 – "Tingalingaling" / "Billy The Kid"
- 1989 – "Hitpack"
- 1989 – "Welcome To My Party" / "No Cure No Pay"
- 1990 – "Hasta Manana"
- 1990 – "Hitmedley"
- 1991 – "He’s My Guy"
- 1991 – "Jungle Jive"
- 1991 – "The Last Song"
- 1992 – "This Old Heart Of Mine"
- 1993 – "Megamix '93"